# Ulassai
Ulassai – miejscowość i gmina we Włoszech, w regionie Sardynia, w prowincji Nuoro.
Według danych na rok 2004 gminę zamieszkiwało 1614 osób, 13,2 os./km². Graniczy z Esterzili, Gairo, Jerzu, Osini, Perdasdefogu, Seui, Tertenia, Ussassai, Villagrande Strisaili i Villaputzu.